# Đại dịch COVID-19 tại Bắc Mỹ
Bùng phát đại dịch COVID-19 được xác nhận đã lan sang Bắc Mỹ bắt đầu tại Hoa Kỳ vào tháng 1 năm 2020. Tất cả các ca nhiễm được xác nhận trên toàn quốc gia Bắc Mỹ sau khi Saint Kitts và Nevis xác nhận ca nhiễm đầu tiên vào ngày 25 tháng 3 và tất cả các vùng lãnh thổ ở Bắc Mỹ sau khi Bonaire xác nhận ca nhiễm đầu tiên ngày 16 tháng 4 năm 2020. Tính đến hết ngày 13 tháng 4 năm 2024, bốn quốc gia có số ca mắc COVID-19 cũng như số ca tử vong cao nhất là Hoa Kỳ, México, Canada và Guatemala.
Tính đến hết ngày 13 tháng 4 năm 2024, Hoa Kỳ trở thành quốc gia có số ca mắc COVID-19 cao nhất với hơn 111 triệu ca và cũng là quốc gia có số ca tử vong nhiều nhất với hơn 1,2 triệu ca.

## Đại dịch theo quốc gia/vùng lãnh thổ
| Quốc gia/Vùng lãnh thổ      | Ngày phát hiện | Nhiễm       | Tử vong   | Bài chi tiết                                      | Nguồn tham khảo      |
| --------------------------- | -------------- | ----------- | --------- | ------------------------------------------------- | -------------------- |
| Hoa Kỳ                      | 20-1-2020      | 111,820,082 | 1,219,487 | Đại dịch COVID-19 tại Hoa Kỳ                      | [ 3 ]                |
| México                      | 28-2-2020      | 7,702,809   | 334,958   | Đại dịch COVID-19 tại México                      | [ 4 ]                |
| Canada                      | 25-1-2020      | 4,946,090   | 59,034    | Đại dịch COVID-19 tại Canada                      | [ 5 ] [ 6 ]          |
| Guatemala                   | 13-3-2020      | 1,291,293   | 20,289    | Đại dịch COVID-19 tại Guatemala                   | [ 7 ]                |
| Costa Rica                  | 6-3-2020       | 1,238,883   | 9,428     | Đại dịch COVID-19 tại Costa Rica                  | [ 8 ] [ 9 ]          |
| Cuba                        | 11-3-2020      | 1,115,251   | 8,530     | Đại dịch COVID-19 tại Cuba                        | [ 10 ]               |
| Panama                      | 9-3-2020       | 1,059,893   | 8,727     | Đại dịch COVID-19 tại Panama                      | [ 11 ] [ 12 ]        |
| Cộng hòa Dominica           | 1-3-2020       | 675,890     | 4,384     | Đại dịch COVID-19 tại Cộng hòa Dominica           | [ 13 ]               |
| Honduras                    | 11-3-2020      | 474,590     | 11,165    | Đại dịch COVID-19 tại Honduras                    | [ 14 ] [ 15 ] [ 16 ] |
| Martinique                  | 5-3-2020       | 230,354     | 1,102     | Đại dịch COVID-19 tại Martinique                  | [ 17 ] [ 18 ]        |
| Guadeloupe                  | 13-3-2020      | 203,235     | 1,021     | Đại dịch COVID-19 tại Guadeloupe                  | [ 19 ] [ 20 ]        |
| El Salvador                 | 18-3-2020      | 201,855     | 4,230     | Đại dịch COVID-19 tại El Salvador                 | [ 21 ]               |
| Trinidad và Tobago          | 12-3-2020      | 191,496     | 4,390     | Đại dịch COVID-19 tại Trinidad và Tobago          | [ 22 ]               |
| Jamaica                     | 10-3-2020      | 156,869     | 3,756     | Đại dịch COVID-19 tại Jamaica                     | [ 23 ]               |
| Barbados                    | 17-3-2020      | 110,578     | 648       | Đại dịch COVID-19 tại Barbados                    | [ 24 ]               |
| Belize                      | 23-3-2020      | 71,409      | 688       | Đại dịch COVID-19 tại Belize                      | [ 25 ]               |
| Curaçao                     | 13-3-2020      | 45,986      | 295       | Đại dịch COVID-19 tại Curaçao                     | [ 26 ]               |
| Aruba                       | 13-3-2020      | 44,224      | 292       | Đại dịch COVID-19 tại Aruba                       | [ 27 ]               |
| Bahamas                     | 15-3-2020      | 38,084      | 844       | Đại dịch COVID-19 tại Bahamas                     | [ 28 ]               |
| Haiti                       | 19-3-2020      | 34,667      | 860       | Đại dịch COVID-19 tại Haiti                       | [ 29 ] [ 30 ]        |
| Quần đảo Cayman             | 13-3-2020      | 31,472      | 37        | Đại dịch COVID-19 tại Quần đảo Cayman             | [ 31 ]               |
| Saint Lucia                 | 13-3-2020      | 30,215      | 410       | Đại dịch COVID-19 tại Saint Lucia                 | [ 32 ]               |
| Grenada                     | 22-3-2020      | 19,693      | 238       | Đại dịch COVID-19 tại Grenada                     | [ 33 ] [ 34 ]        |
| Bermuda                     | 18-3-2020      | 18,860      | 165       | Đại dịch COVID-19 tại Bermuda                     | [ 35 ]               |
| Nicaragua                   | 18-3-2020      | 18,491      | 225       | Đại dịch COVID-19 tại Nicaragua                   | [ 36 ]               |
| Dominica                    | 22-3-2020      | 16,038      | 74        | Đại dịch COVID-19 tại Dominica                    | [ 37 ]               |
| Saint Martin                | 1-3-2020       | 12,324      | 63        | Đai dịch COVID-19 tại Saint Martin                | [ 38 ]               |
| Greenland                   | 16-3-2020      | 11,971      | 21        | Đại dịch COVID-19 tại Greenland                   | [ 39 ]               |
| Caribe thuộc Hà Lan         | 31-3-2020      | 11,682      | 38        | Đại dịch COVID-19 tại Caribe thuộc Hà Lan         | [ 40 ] [ 41 ] [ 42 ] |
| Sint Maarten                | 17-3-2020      | 11,051      | 92        | Đại dịch COVID-19 tại Sint Maarten                | [ 43 ]               |
| Saint Vincent và Grenadines | 12-3-2020      | 9,674       | 124       | Đại dịch COVID-19 tại Saint Vincent và Grenadines | [ 44 ]               |
| Antigua và Barbuda          | 13-3-2020      | 9,106       | 146       | Đại dịch COVID-19 tại Antigua và Barbuda          | [ 45 ]               |
| Quần đảo Virgin thuộc Anh   | 25-3-2020      | 7,392       | 64        | Đại dịch COVID-19 tại Quần đảo Virgin thuộc Anh   | [ 46 ] [ 47 ]        |
| Quần đảo Turks và Caicos    | 23-3-2020      | 6,752       | 40        | Đại dịch COVID-19 tại Quần đảo Turks và Caicos    | [ 48 ]               |
| Saint Kitts và Nevis        | 25-3-2020      | 6,607       | 48        | Đại dịch COVID-19 tại Saint Kitts và Nevis        | [ 49 ] [ 50 ]        |
| Saint Barthélemy            | 1-3-2020       | 5,507       | 6         | Đại dịch COVID-19 tại Saint Barthélemy            | [ 51 ]               |
| Anguilla                    | 26-3-2020      | 3,904       | 12        | Đại dịch COVID-19 tại Anguilla                    | [ 52 ]               |
| Saint Pierre và Miquelon    | 5-4-2020       | 3,452       | 2         | Đại dịch COVID-19 tại Saint-Pierre và Miquelon    | [ 53 ] [ 54 ]        |
| Montserrat                  | 18-3-2020      | 1,403       | 8         | Đại dịch COVID-19 tại Montserrat                  | [ 55 ]               |
| Tổng cộng                   |                | 131,889,132 | 1,695,941 |                                                   |                      |

- In nghiêng là vùng lãnh thổ hải ngoại hoặc vùng tự trị.

## Các trường hợp được xác nhận
Đếm các trường hợp là tùy thuộc vào số lượng người được thử nghiệm.

### Antigua và Barbuda
Đại dịch COVID-19 được xác nhận đã lan sang Antigua và Barbuda vào ngày 13 tháng 3 năm 2020.
Tính đến ngày 4 tháng 5 năm 2021, Antigua và Barbuda đã ghi nhận 1,232 ca mắc, trong đó có 32 ca tử vong và 1,014 ca hồi phục.

### Bahamas

Bản đồ đại dịch COVID-19 tại Bahamas kể từ ngày 15 tháng 3 năm 2020

Đại dịch COVID-19 được xác nhận đã lan sang Bahamas vào ngày 15 tháng 3 năm 2020 với thông báo ít nhất một trường hợp.
Đến 4 tháng 5 năm 2021, nước này đã thông báo 10,576 ca mắc, 210 ca tử vong và 9,579 ca hồi phục.

### Barbados
Barbados công bố hai trường hợp nhiễm đầu tiên ở nước này vào ngày 17 tháng 3 và tuyên bố tình trạng khẩn cấp về sức khỏe cộng đồng vào ngày 26 tháng 3.

### Belize

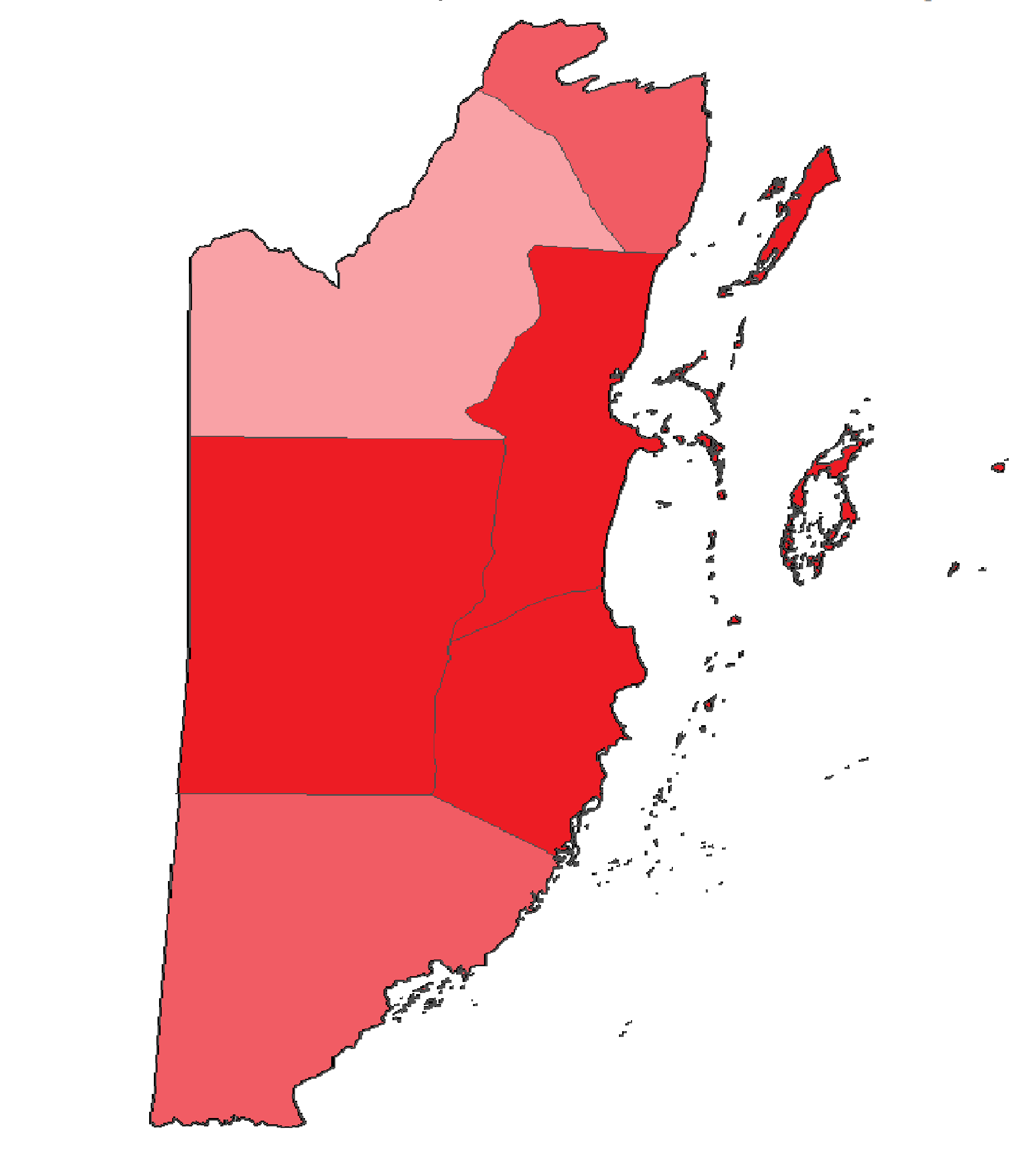
Bản đồ đại dịch COVID-19 tại Belize kể từ ngày 19 tháng 3 năm 2020

Đại dịch COVID-19 được xác nhận đã lan sang Belize vào ngày 19 tháng 3 năm 2020.

### Lãnh thổ hải ngoại của Anh

#### Anguilla
Hai trường hợp đầu tiên nhiễm virus được xác nhận ngày 26 tháng 3. Vào ngày 26 tháng 4, tất cả bệnh nhân đều hồi phục. 

#### Bermuda
Đại dịch COVID-19 được xác nhận lan sang Bermuda, lãnh thổ hải ngoại của Anh vào ngày 18 tháng 3.

#### Quần đảo Cayman
Đại dịch COVID-19 được xác nhận lan sang Quần đảo Cayman ngày 12 tháng 3.

#### Montserrat
Trường hợp đầu tiên của lãnh thổ đã được xác nhận vào ngày 17 tháng 3. Các trường học đã bị đóng cửa và các cuộc tụ họp công cộng bị cấm như một biện pháp phòng ngừa.

#### Quần đảo Turks và Caicos
Đại dịch COVID-19 được xác nhận lan sang nước này ngày 23 tháng 3.

#### Quần đảo Virgin thuộc Anh
Vào ngày 25 tháng 3,  hai trường hợp đầu tiên được xác nhận.

### Canada

Bản đồ đại dịch COVID-19 tại Canada kể từ ngày 25 tháng 1 năm 2020

Trường hợp đầu tiên của COVID-19 ở Canada được xác nhận vào ngày 25 tháng 1 năm 2020, khi một người đàn ông trở về Toronto sau khi đi du lịch ở Vũ Hán, Trung Quốc và hai ngày sau đó, xét nghiệm dương tính với bệnh COVID-19, do SARS-CoV-2 gây ra. Tính đến  ngày 13 tháng 3 năm 2020, đã có 198 trường hợp coronavirus được báo cáo ở Canada với 1 trường hợp tử vong ở 7 tỉnh và 2 trường hợp đã được báo cáo về các hành khách đã đi trên Grand Princess: Ontario (79 trường hợp), British Columbia (64 trường hợp, 1 người chết), Alberta (29 trường hợp), Quebec (20 trường hợp), Manitoba (4 trường hợp), Saskatchewan (2 trường hợp), New Brunswick (1 trường hợp) và Grand Princess (2 trường hợp). Hầu hết tất cả các trường hợp có lịch sử du lịch gần đây đến một quốc gia có số lượng đáng kể các trường hợp coronavirus. Trong số những trường hợp này, mười một (sáu ở BC, năm ở Ontario) đã hồi phục.
Kể từ ngày 11 tháng 3 năm 2020, Cơ quan Y tế Công cộng Canada đã đánh giá nguy cơ sức khỏe cộng đồng của đại dịch là "thấp đối với dân số nói chung", nhưng có nguy cơ cao hơn đối với những người trên 65 tuổi hoặc với các điều kiện cơ bản. Vào ngày 13 tháng 3 năm 2020, Chính phủ Canada đã ban hành một tư vấn du lịch chính thức chống lại bất kỳ chuyến đi không cần thiết nào bên ngoài đất nước cho đến khi có thông báo mới.

### Costa Rica

Bản đồ đại dịch COVID-19 tại Costa Rica kể từ ngày 6 tháng 3 năm 2020

Vào ngày 6 tháng 3, trường hợp đầu tiên ở Costa Rica đã được xác nhận, đây cũng là trường hợp đầu tiên như vậy ở Trung Mỹ.

### Cuba

Bản đồ đại dịch COVID-19 tại Cuba kể từ ngày 11 tháng 3 năm 2020

Vào ngày 11 tháng 3, những trường hợp đầu tiên ở Cuba đã được xác nhận.

### Lãnh thổ hải ngoại của Hà Lan

#### Aruba
Vào ngày 13 tháng 3 năm 2020, Thủ tướng Evelyn Wever-Croes đã công bố hai ca nhiễm coronavirus trên đảo.
Do đó, quốc gia này hạn chế nhập cảnh tất cả các chuyến bay và tàu thuyền đến từ châu Âu, bắt đầu từ ngày 15 tháng 3 và có hiệu lực đến ngày 31 tháng 3 - ngoại trừ những công dân Aruban. Họ cũng đình chỉ các lớp học công lập và tư thục trong tuần 16 tháng 3, cũng như tất cả các cuộc tụ họp công cộng quy mô lớn. 

#### Curaçao
Đại dịch COVID-19 2019-2020 được ghi nhận lần đầu tiên tại Curacao ngày 13 tháng 3. Trường hợp này là một người đàn ông 68 tuổi đang nghỉ dưỡng ở Hà Lan. 

#### Sint Maarten
Tính đến ngày 18 tháng 3, đã có một trường hợp được xác nhận tại Sint Maarten. Các trường học đóng cửa trong hai tuần. 

#### Caribe thuộc Hà Lan
Hai ca nhiễm đầu tiên tại Sint Eustatius được xác nhận ngày 1 tháng 4. Các kết quả xét nghiệm vào tháng 3 trước đó là âm tính. Các trường học tạm thời đóng cửa trên đảo. Hầu hết khách du lịch quốc tế hiện cũng bị cấm vào lãnh thổ.
Vào ngày 12 tháng 4, trường hợp nhiễm đầu tiên được xác nhận tại Saba. Các trường học, quán bar và các dịch vụ không thiết yếu bị đóng cửa.
Vào ngày 16 tháng 4 năm 2020, Edison Rijna, Đảo Governor của Bonaire công bố trường hợp nhiễm COVID-19 đầu tiên trên đảo. Đảo này sau đó đóng cửa khách du lịch quốc tế. Đến ngày 28 tháng 4, tất cả các ca nhiễm đã phục hồi.

### Dominica
Vào ngày 22 tháng 3, trường hợp đầu tiên của COVID-19 đã được xác nhận trên đảo Dominica. Đó là một người phụ nữ gần đây đã trở về từ Vương quốc Anh.

### Cộng hòa Dominica

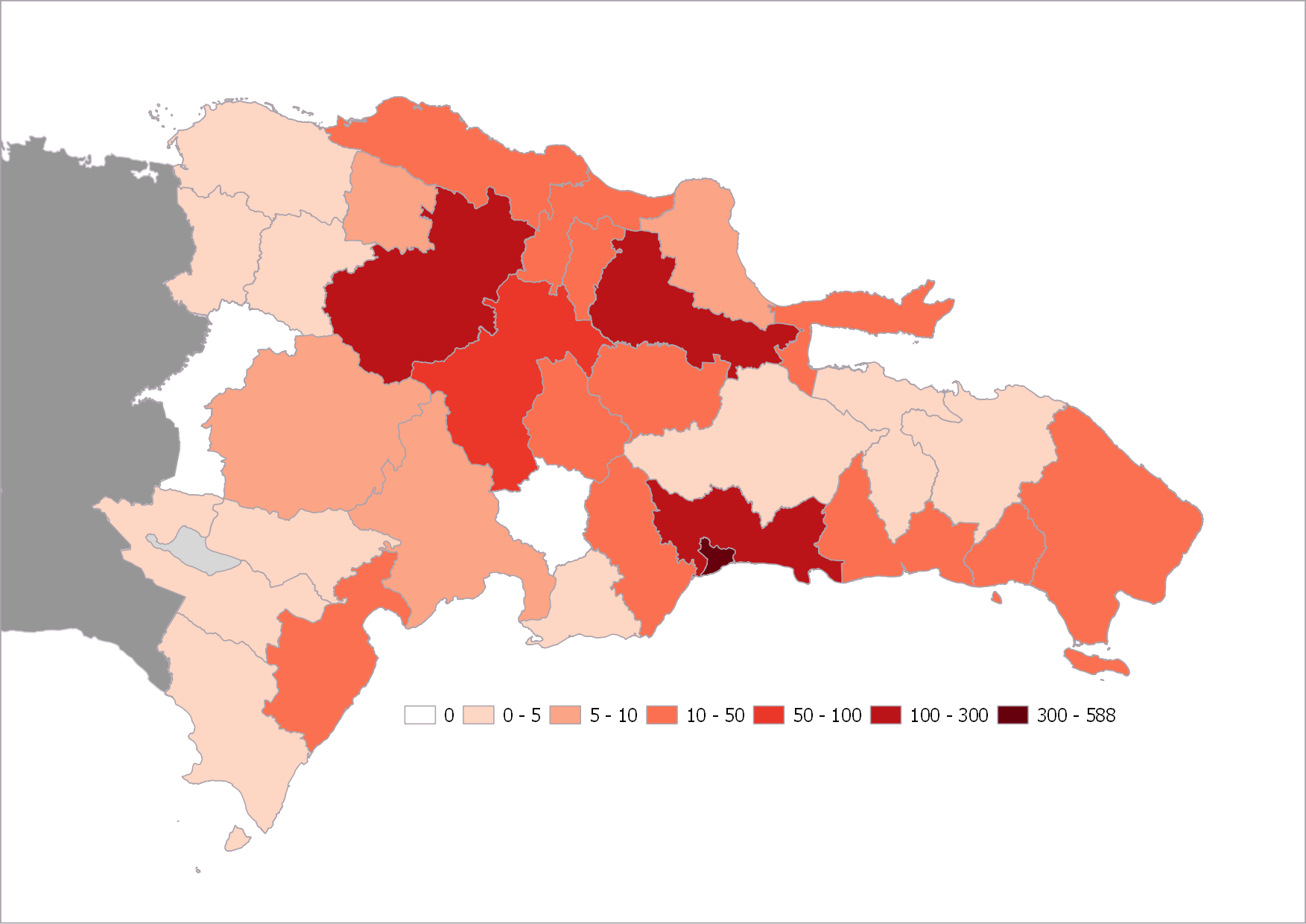
Bản đồ đại dịch COVID-19 tại Cộng hòa Dominica kể từ ngày 1 tháng 3 năm 2020

Vào ngày 1 tháng 3, trường hợp đầu tiên ở Cộng hòa Dominica đã được xác nhận, đây cũng là trường hợp đầu tiên ở vùng biển Caribbean.

### El Salvador

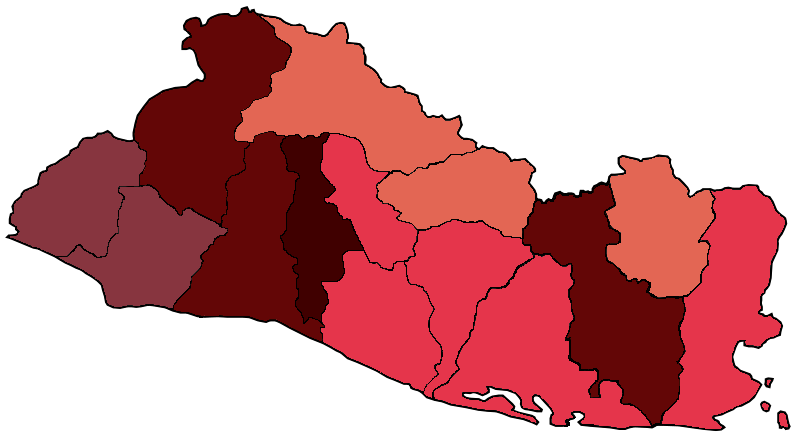
Bản đồ đại dịch COVID-19 tại El Salvador kể từ ngày 18 tháng 3 năm 2020

Đại dịch COVID-19 được xác nhận lan sang El Salvador vào ngày 18 tháng 3 năm 2020.

### Greenland (Đan Mạch)
Đại dịch COVID-19 được xác nhận lan sang Greenland - lãnh thổ tự trị của Vương quốc Đan Mạch - vào tháng 3 năm 2020. Đã có 11 trường hợp được xác nhận, nhưng không cần nhập viện. Người bị nhiễm cuối cùng đã hồi phục vào ngày 8 tháng 4 và không có ca nhiễm mới nào ở Greenland nữa. Tính đến ngày 19 tháng 4, không có ca nhiễm mới tại Greenland trong hai tuần.

### Lãnh thổ hải ngoại của Pháp
Hai trường hợp nhiễm virus corona đã được xác nhận vào ngày 1 tháng 3 trong tập thể Saint Martin của Pháp, đã đi từ Pháp qua Dutch Sint Maarten và tập thể Saint Barthélemy của Pháp, nơi họ lây nhiễm cho con trai họ là cư dân. Sau đó, họ quay trở lại Sint Maarten và được phát hiện tại sân bay và chuyển đến bệnh viện Saint Martin của Pháp để cách ly. Theo báo cáo tình hình của Bộ Y tế Pháp, tính đến ngày 6 tháng 3, đã có hai trường hợp được xác nhận ở Martinique, hai ở Saint Martin và một ở Saint Barthélemy.

#### Guadeloupe
Đại dịch COVID-19 được xác nhận lan sang vùng lãnh thổ hải ngoại Pháp và Vùng Guadeloupe vào ngày 12 tháng 3 năm 2020.

#### Martinique
Đại dịch COVID-19 được xác nhận lan sang Vùng Martinique vào ngày 5 tháng 3 năm 2020.

#### Saint Barthélémy
Đại dịch COVID-19 được xác nhận lan sang Saint Barthélemy ở nước ngoài vào ngày 1 tháng 3 năm 2020. Trường hợp hồi phục cuối cùng vào ngày 31 tháng 3. Vào ngày 21 tháng 4, ca nhiễm cuối cùng đã hồi phục.

#### Saint Martin
Đại dịch COVID-19  được xác nhận lan sang Saint-Martin từ nước ngoài vào ngày 1 tháng 3 năm 2020.

#### Saint Pierre và Miquelon
Đại dịch COVID-19 lan sang Saint-Pierre và Miquelon vào ngày 5 tháng 4 năm 2020.

### Grenada
Vào ngày 22 tháng 3, trường hợp đầu tiên ở nước này đã được xác nhận.

### Guatemala

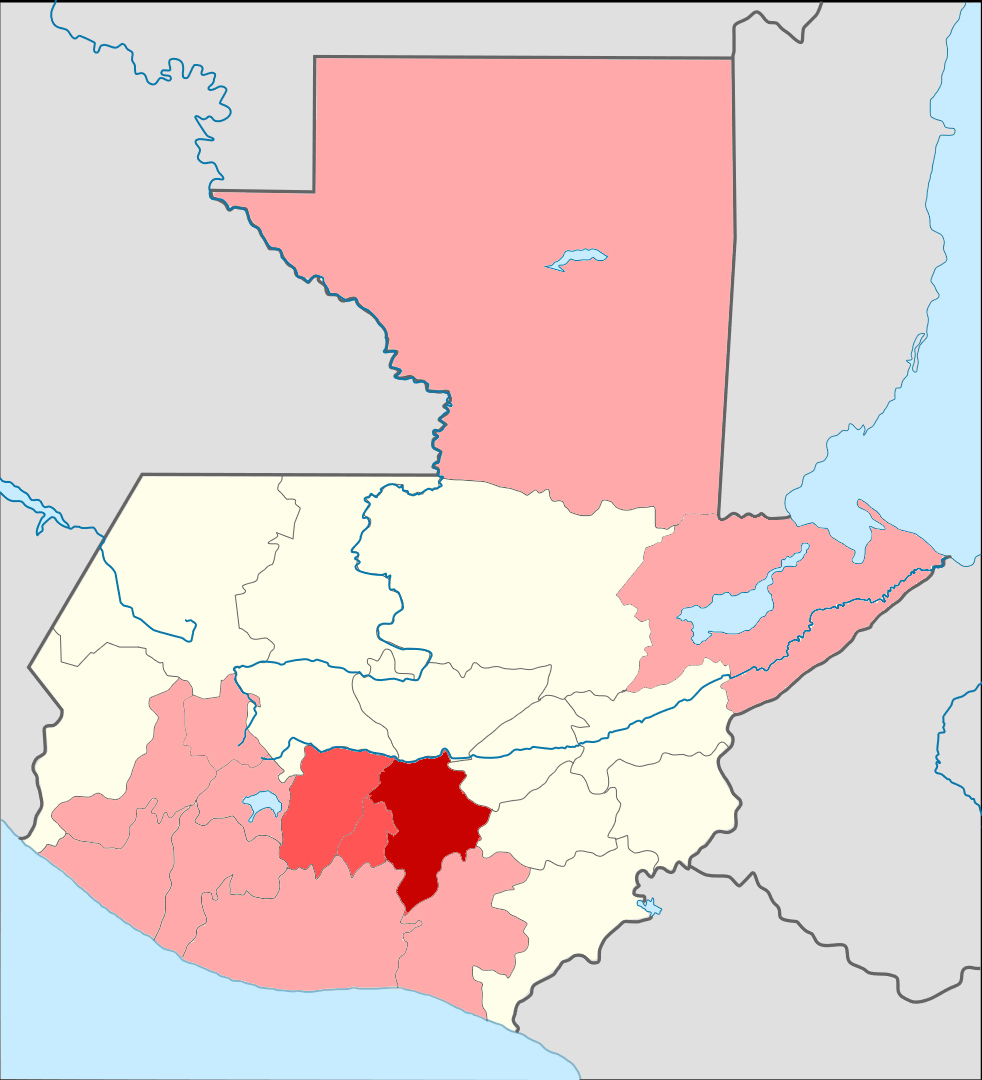
Bản đồ đại dịch COVID-19 tại Guatemala kể từ ngày 13 tháng 3 năm 2020

Đại dịch COVID-19 được xác nhận lan sang Guatemala vào ngày 13 tháng 3 năm 2020.

### Haiti

Bản đồ đại dịch COVID-19 tại Haiti kể từ ngày 19 tháng 3 năm 2020

Vào ngày 19 tháng 3, hai trường hợp đầu tiên ở nước này đã được xác nhận.

### Honduras

Bản đồ đại dịch COVID-19 tại Guatemala kể từ ngày 10 tháng 3 năm 2020

Vào ngày 10 tháng 3, hai trường hợp đầu tiên ở Honduras đã được xác nhận.

### Jamaica

Bản đồ đại dịch COVID-19 tại Jamaica kể từ ngày 10 tháng 3 năm 2020

Chính phủ đã công bố lệnh cấm du lịch giữa Trung Quốc và Jamaica. Tất cả những người vào Jamaica từ Trung Quốc sẽ bị cách ly ngay lập tức trong ít nhất 14 ngày và bất cứ ai được phép hạ cánh và có các triệu chứng của virus sẽ bị cách ly ngay lập tức. Để tuân thủ chính sách mới, 19 công dân Trung Quốc đến sân bay quốc tế Norman Manley vào tối ngày 31 tháng 1 đã bị từ chối nhập cảnh, cách ly và đưa chuyến bay trở về Trung Quốc vào ngày 1 tháng Hai.
Vào ngày 10 tháng 3, Bộ Y tế và Sức khỏe (MoHW) đã xác nhận trường hợp đầu tiên ở Jamaica, một bệnh nhân nữ đến từ Vương quốc Anh vào ngày 4 tháng 3. Bộ trưởng y tế báo cáo rằng cô đã bị cô lập kể từ ngày 9 tháng 3 sau khi có các triệu chứng về đường hô hấp. Sau khi cập nhật, lệnh cấm du lịch được áp dụng đã bao gồm Pháp, Đức và Tây Ban Nha.
Vào ngày 11 tháng 3, bộ trưởng y tế nước này đã xác nhận "virus corona nhập khẩu" thứ hai  [sic]    "trường hợp.

### México

Bản đồ đại dịch COVID-19 tại México kể từ ngày 28 tháng 2 năm 2020

Vào ngày 28 tháng 2, México đã xác nhận ba trường hợp đầu tiên. Vào ngày 1 tháng 3, một trường hợp thứ năm đã được công bố tại Chiapas. Ca tử vong đầu tiên vì coronavirus của nước này được xác nhận vào ngày 18 tháng 3. Hầu hết tất cả các bang đã xác nhận ít nhất một ca nhiễm. Mexico bước vào Giai đoạn 2 trong 3 giai đoạn, cho thấy sự lây lan trong cộng đồng, vào ngày 24 tháng 3. México có 292 trường hợp từ ngoài, 70 ca liên quan tới bên ngoài và năm ca không liên quan.

### Nicaragua

Bản đồ đại dịch COVID-19 tại Nicaragua kể từ ngày 18 tháng 3 năm 2020

Đại dịch COVID-19 đã lan sang Nicaragua khi trường hợp đầu tiên, một công dân Nicaragua trở về nước. 

### Panama

Bản đồ đại dịch COVID-19 tại Panama kể từ ngày 9 tháng 3 năm 2020

Chính phủ Panama đã tăng cường các biện pháp kiểm soát và sàng lọc vệ sinh tại tất cả các cảng xâm nhập, để ngăn chặn sự lây lan của virus, phân lập và kiểm tra các trường hợp tiềm ẩn.
Vào ngày 9 tháng 3, Bộ Y tế (MINSA) đã công bố trường hợp coronavirus đầu tiên của Panama, một phụ nữ Panama ở độ tuổi 40 đã trở về từ Tây Ban Nha.
Vào ngày hôm sau, MINSA đã công bố thêm bảy trường hợp COVID-19 và một trường hợp tử vong liên quan đến coronavirus.

### Saint Kitts và Nevis
Vào ngày 25 tháng 3, hai ca nhiễm đầu tiên của nước này được xác nhận. Đây cũng là quốc gia châu Mỹ cuối cùng có ca nhiễm bệnh.

### Saint Lucia
Đại dịch COVID-19 được xác nhận đã lan sang Saint Lucia vào ngày 13 tháng 3 năm 2020. Vào ngày 22 tháng 4, nó công bố rằng mọi ca nhiễm đã hồi phục. Vào ngày 28 tháng 4, hai ca nhiễm mới được xác nhận. 

### Saint Vincent và Grenadines
Vào ngày 11 tháng 3, Saint Vincent và Grenadines đã xác nhận trường hợp đầu tiên.

### Trinidad và Tobago

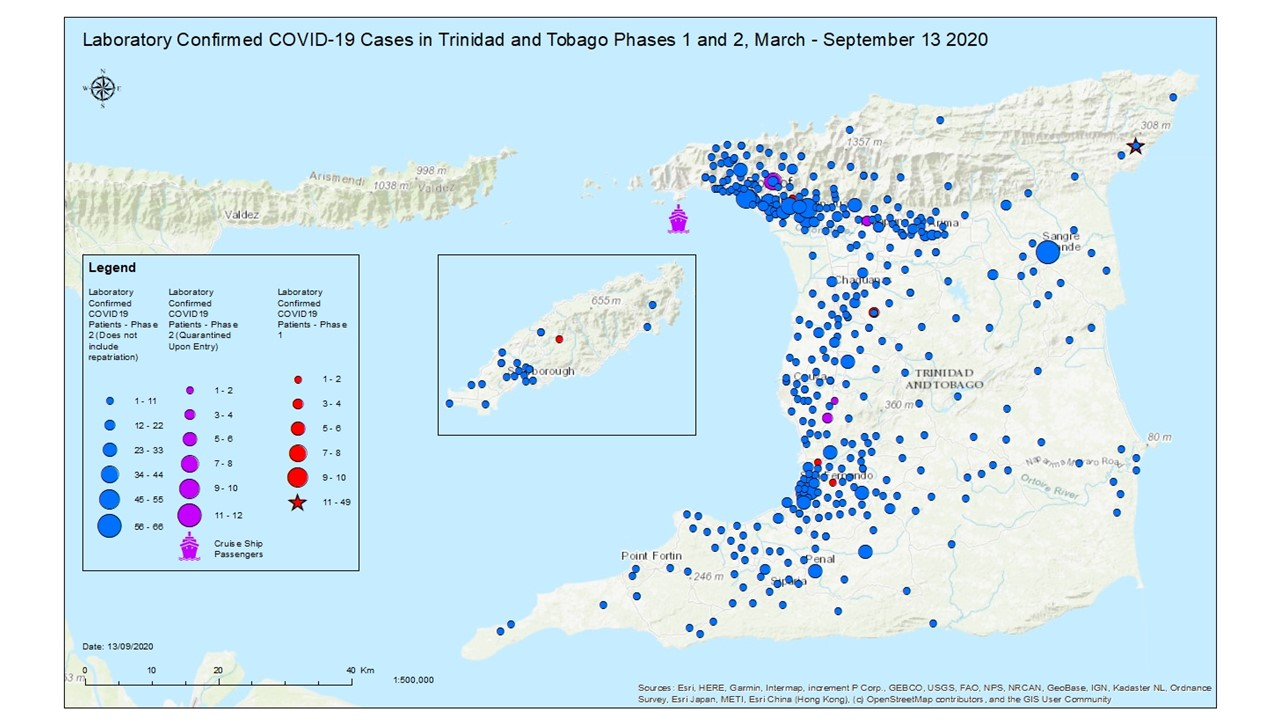
Bản đồ đại dịch COVID-19 tại Trinidad và Tobago kể từ ngày 12 tháng 3 năm 2020

Vào ngày 12 tháng 3, Trinidad và Tobago đã xác nhận trường hợp đầu tiên của COVID-19. Đó là một người đàn ông 52 tuổi, gần đây đã đến Thụy Sĩ. Anh ta đã tự cô lập trước khi bắt đầu trải qua các triệu chứng của COVID-19.

### Hoa Kỳ

Bản đồ đại dịch COVID-19 tại Hoa Kỳ kể từ ngày 21 tháng 1 năm 2020

Vào ngày 21 tháng 1, Hoa Kỳ đã xác nhận trường hợp đầu tiên, một người đàn ông 35 tuổi sống ở Hạt Snohomish, Washington đã đi từ Vũ Hán đến Sân bay Quốc tế Seattle Seattle Tacoma vào ngày 15 tháng 1. 
Vào ngày 27 tháng 2, CDC đã báo cáo một trường hợp ở California có thể là trường hợp lây truyền cộng đồng đầu tiên ở Hoa Kỳ.
Vào ngày 29 tháng 2, các quan chức của Tiểu bang Washington đã xác nhận cái chết đầu tiên được báo cáo là do virus corona ở Mỹ. Vào ngày 9 tháng 3, Hoa Kỳ vẫn còn hạn chế trong khả năng kiểm tra người mắc bệnh.
Đến ngày 11 tháng 3, Hoa Kỳ đã thử nghiệm ít nhất 10.000 người. Đến cuối tháng, hơn 1.000.000 người được thử nghiệm. Tuy vậy, các chuyên gia y tế tuyên bố mức độ thử nghiệm này vẫn chưa đủ.
Vào ngày 18 tháng 3, hai người tại Quần đảo Virgin thuộc Mỹ đã thử nghiệm dương tính với virus này.
Vào ngày 19 tháng 3, Puerto Rico đã có năm trường hợp được xác nhận. Vào ngày 17 tháng 3, thống đốc Wanda Vázquez Garced tuyên bố khóa 24/7, với những người chỉ được phép rời khỏi nhà để lấy thức ăn, gas hoặc thuốc.
Vào ngày 26 tháng 3, Hoa Kỳ đã vượt Trung Quốc và Ý là quốc gia có nhiều ca nhiễm COVID-19 nhất, trên 82.000. Các thanh tra viên y tế của chính phủ liên bang Mỹ khảo sát 323 bệnh nhân vào cuối tháng 3, báo cáo "sự thiếu hụt nghiêm trọng" trong cung cấp xét nghiệm, "sự thiếu hụt trên diện rộng" của thiết bị bảo vệ cá nhân (PPE) và các nguồn lực căng thẳng khác do thời gian nằm viện kéo dài trong khi chờ kết quả xét nghiệm.
Vào ngày 11 tháng 4, Hoa Kỳ vượt Ý là quốc gia có nhiều ca tử vong nhất được xác nhận vì coronavirus, với tổng số hơn 20.000. Hoa Kỳ cũng là nước đầu tiên ghi nhận 2.000 ca tử vong trong một ngày. Wyoming trở thành tiểu bang thứ 50 ban hành tình trạng khẩn cấp.
Đến ngày 20 tháng 4, chính phủ liên bang tuyên bố họ đang tiến hành 150.000 lượt test nhanh mỗi ngày và tuyên bố rằng con số này sẽ đủ để cho phép các trường học và doanh nghiệp mở cửa trở lại. Các chuyên gia y tế ước tính rằng cần 500.000 đến 1.000.000 lượt test mỗi ngày để theo dõi đúng sự lây lan virus corona, để tránh một làn sóng nhiễm mới.